# Гаджиев, Вагид Джалал оглы
Вагид Джалал оглы Гаджиев (азерб. Vahid Cəlal oğlu Hacıyev; 1928—2008) — азербайджанский учёный, доктор биологических наук (1966), академик НАНА (1989).

## Биография
Вахид Гаджиев родился 14 февраля 1928 года в городе Шуша. В 1943 году окончил среднюю школу в Тертерском районе. В 1947 году окончил факультет полеводства Азербайджанского сельскохозяйственного института. В 1952 году окончил аспирантуру Института ботаники Академии наук СССР в Москве.
Трудовую деятельность начал в 1952 году в качестве старшего научного сотрудника в Институте ботаники Академии Наук Азербайджана.
В 1957—1958 годах исполнял обязанности директора Ботанического сада.
С 1957 по 1972 гг. работал заместителем директора Института ботаники по научной работе, в 1972—1973 гг. — директором Научно-исследовательского института кормоводства, луговодства и пастбищ Министерства сельского хозяйства Азербайджана. С 1972 года и до конца жизни заведовал отделом геоботаники в Институте ботаники АН Азербайджана, с 1988 по 2008 гг. был директором Института ботаники.

## Научная деятельность
Научная деятельность В. Гаджиева охватывает всестороннее и точное исследование высокогорных лугов Большого и Малого Кавказа, Азербайджана. Широкое место в его работах уделено самым различным областям геоботаники, в том числе вопросам районирования, картографирования, классификации, растительных ресурсов и их защиты. Также учёный занимался проблемами других отраслей ботаники — систематикой флоры, изучением растительного покрова, полезных растительных ресурсов, уникальных и исчезающих видов растений. В научных работах даны описание и районирование растительного покрова высокогорных лугов, проведена паспортизация зимних и летних пастбищ.
В. Гаджиев — автор 350 научных работ, в том числе 10 монографий. Под его руководством были защищены 5 докторских и около 40 кандидатских диссертаций.

### Некоторые научные работы
- Высокогорная растительность Большого Кавказа и её хозяйственное значение. — Баку: Элм, 1970. — 282 с.
- Флора и растительность бассейна р. Нахичеванчая и их фитомелиоративное значение. — Баку, 1984. — 274 с.
- Закатальский заповедник. — Москва: Агропромиздат, 1985. — 184 с.
- Флора и растительность Талыша. — Баку: Элм, 1979. — 154 с.
- Растительность Малого Кавказа. — Баку: Элм, 1987. — 325 с.

## Награды
- орден «Шохрат» — за заслуги в развитии азербайджанской науки